# Virola gardneri
Virola gardneri là một loài thực vật có hoa trong họ Myristicaceae. Loài này được (A. DC.) Warb. miêu tả khoa học đầu tiên năm 1856.